# Sarkin Haoussa
Sarkin Haoussa ou Serkin Haoussa est une localité et une commune rurale du Niger, département de Mayahi, région de Maradi.

## Géographie
La localité de Sarkin Haoussa est située à 16 km au sud-ouest du chef-lieu départemental Mayahi.
| Attantané             | Mayahi         | Mayahi        |
| Maïyara               | Sarkin Haoussa | Kanan-Bakaché |
| Saé Saboua, Chadakori | Tchadoua       | Aguié         |

## Histoire
La commune rurale de Sarkin Haoussa instaurée en 2002, est issue du canton de Sarkin Haoussa.

## Population
Lors du recensement général de 2012, la population communale est relevée à 76 312 habitants, dont 4 122 habitants pour la localité chef-lieu communal.

## Localités
La commune s'étend sur 56 villages, 30 hameaux et 22 camps au sud-est du département de Mayahi.

## Services et infrastructures
- Centre de Santé Intégré (CSI) à Sarkin Haoussa, Dan Maïro[5].
- Collège d'enseignement général (CEG) à Sarkin Haoussa.
- Centre de formation des métiers (CFM) à Sarkin Haoussa.